# 나라 분지

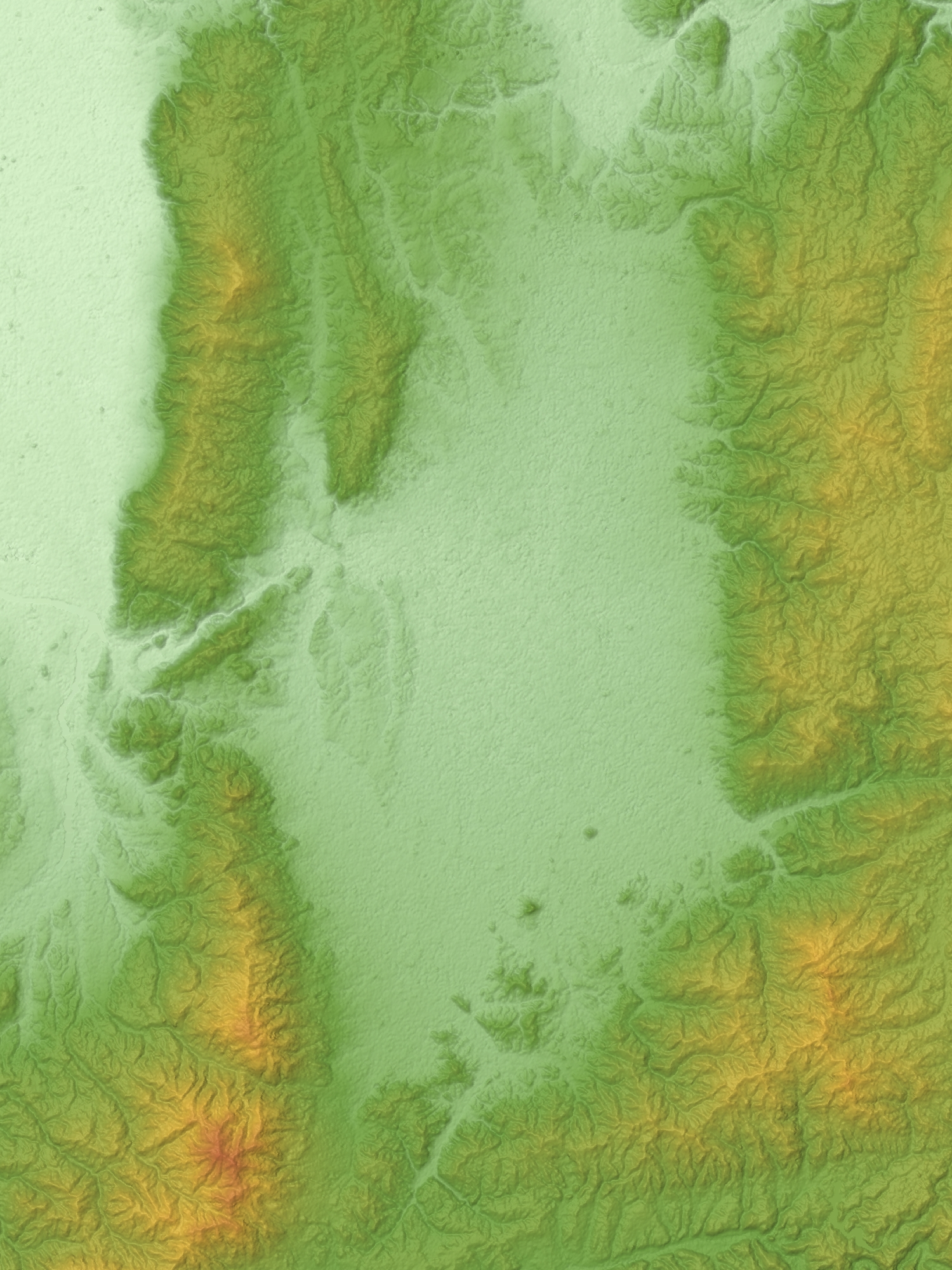
나라 분지의 지형도

나라 분지(奈良盆地, ならぼんち)는 일본 나라현 북서부에 있는 표고(標高) 100m 이하 단층분지(断層盆地)를 말한다. 야마토 분지(大和盆地), 야마토 평야(大和平野)라고도 부른다.